# Monaco ai Giochi della XVII Olimpiade
Monaco partecipò ai Giochi della XVII Olimpiade che si sono svolti a Roma dal 25 agosto all'11 settembre 1960, con una delegazione di 11 atleti impegnati in tre discipline: scherma, tiro e vela. È stata la delegazione più numerosa nella storia olimpica del Principato.
Fu la settima partecipazione di questo paese ai Giochi olimpici. Non furono conquistate medaglie.